# José Dumbo Rodríguez
José Rodríguez Sevilla (* 28. März 1939 in Guadalajara, Jalisco; † 1. Januar 2015 in Colima, Colima), auch bekannt unter dem Spitznamen Dumbo, war ein mexikanischer Fußballspieler, der wahlweise im Mittelfeld und in der Sturmreihe agierte.

## Laufbahn
„Dumbo“ Rodríguez erhielt seinen ersten Profivertrag bei seinem „Heimatverein“ Club Deportivo Nacional, mit dem er in seiner ersten Saison 1960/61 in der Segunda División spielte. Mit seinen 43 Treffern wurde er Torschützenkönig der Liga und war daher maßgeblich am Aufstieg in die höchste Spielklasse beteiligt, den die Mannschaft am Saisonende erreichte.
Am 18. Juni 1961 debütierte „Dumbo“ Rodríguez in der Primera División gegen den Club América und erzielte bei der 2:3-Niederlage seiner Mannschaft im Estadio Olímpico Universitario einen Treffer. Nach zwei Jahren in der höchsten Spielklasse, in denen er insgesamt acht Tore für die Pericos erzielt hatte, wechselte Rodríguez innerhalb von Guadalajara zum Stadtrivalen Atlas Guadalajara, bei dem er bis 1970 unter Vertrag stand. Mit den Rojinegros wurde „Dumbo“ Rodríguez in der Saison 1965/66 Vizemeister der mexikanischen Liga und zu Beginn der Saison 1967/68 gewann er mit Atlas den mexikanischen Pokalwettbewerb. Nach sieben Jahren, in denen er insgesamt 54 Tore für den Club Atlas erzielt hatte, wechselte Rodríguez zum CF Monterrey, bei dem er 1975 seine aktive Laufbahn beendete.
Anschließend stieg Rodríguez ins Trainergeschäft ein und übernahm 1985 die in der Tercera División spielende Mannschaft der Loros de la Universidad de Colima. Unter anderem trainierte er später auch diverse Amateurmannschaften in seiner Wahlheimatstadt Colima, in der er bis zu seinem Tode am Neujahrstag 2015 lebte.

## Erfolge
- Mexikanischer Vizemeister: 1965/66
- Mexikanischer Pokalsieger: 1967/68